# Железняк Микола Григорович
Микола Григорович Железняк (нар. 17 квітня 1960, селище Березна, Менський район, Чернігівська область) — український мовознавець, кандидат філологічних наук. Директор Інституту енциклопедичних досліджень НАН України.

## Освіта
- Київський державний педагогічний інститут імені Максима Горького (1985);
- Аспірантура Інституту мовознавства імені О. О. Потебні АН України (1989).

## Наукові інтереси
Основні наукові інтереси охоплюють галузі: 
- української діалектології, зокрема діалектного синтаксису;
- біографістики;
- енциклопедознавства.

## Діяльність
Один із головних ініціаторів створення та керівник (до 2004) Координаційного бюро енциклопедії сучасної України НАН України, основним завданням якого було видання енциклопедії, відповідальний секретар Головної редакційної колегії ЕСУ.
Після реорганізації КБ ЕСУ в Інститут до січня 2008 року працював заступником директора Інституту з наукової роботи.
Водночас від 1990 року працює на кафедрі української мови Національного педагогічного університету імені Михайла Драгоманова.
У 1993 році викладав курс української мови у Федеральному університеті штату Парана (місто Куритиба, Бразилія).

## Наукові праці
Автор понад 140 наукових публікацій. Член редколегій кількох енциклопедичних видань. Головний редактор збірника наукових праць «Енциклопедичний вісник України».
Окремі роботи:
- Железняк М. «Дипломатія сучасної України» — перша спроба енциклопедичного довідника [Архівовано 11 вересня 2014 у Wayback Machine.] // Україна дипломатична. — 2013. — Вип. 14. — С. 1088—1096.
- Железняк М. Енциклопедія сучасної України [Архівовано 10 вересня 2014 у Wayback Machine.] // Науковий інструментарій українознавця. — К., 2012. — С. 138—141.
- Железняк М. Енциклопедія сучасної України: Історія, сучасний стан та перспективи [Архівовано 10 вересня 2014 у Wayback Machine.] // Україна дипломатична. — 2006. — Вип. 7. — С. 615—627.
- Железняк М. «Енциклопедія сучасної України» — нова сторінка енциклопедичної справи в Україні [Архівовано 10 вересня 2014 у Wayback Machine.] // Україна дипломатична. — 2008. — Вип. 9. — С. 539—542.
- Железняк М. Історія енциклопедичної справи в Україні [Архівовано 10 вересня 2014 у Wayback Machine.] // Україна дипломатична. — 2009. — Вип. 10. — С. 1077—1081.
- Железняк М. Перша сучасна енциклопедія (інтерв'ю) [Архівовано 11 вересня 2014 у Wayback Machine.] // Науковий світ. — 2009. — № 10. — С. 6–9.
- Железняк М., Плахотнюк С. «Encyclopedia of Ukraine»: англомовна енциклопедія про Україну та українців